# Vettor Pisani (1899)
«Веттор Пізані» (італ. Vettor Pisani) — броненосний крейсер однойменного типу Королівських ВМС Італії кінця XIX століття.

## Історія створення
Крейсер «Веттор Пізані» був закладений 7 грудня 1892 року на верфі «Regio Cantiere di Castellammare di Stabia» у місті Кастелламмаре-ді-Стабія. Свою назву отримав на честь венеційського адмірала XIV століття Веттора Пізані. Через те, що італійські кораблебудівники віддавали перевагу будівництву крейсерів типу «Джузеппе Гарібальді», які йшли на експорт та приносили значний дохід, будівництво крейсерів типу «Веттор Пізані» йшло повільно. Корабель був спущений на воду 4 серпня 1895 року, а вступив у стрій лише 1 квітня 1899 року.

## Історія служби
Незабаром після вступу у стрій крейсер, який був флагманським кораблем командувача Дивізіону крейсерів віце-адмірала Камілло Кандіані, вирушив до берегів Китаю, де у складі Альянсу восьми держав взяв участь у придушенні Боксерського повстання. Після вивантаження десантних частин, крейсер здійснив візити у Японію, Корею та Владивосток.
Крейсер повернувся до Італії у 1902 році. Того ж року Гульєльмо Марконі провів на кораблі експерименти з передачі радіосигналів на далекі відстані. Для цього на грот-щоглі корабля були встановлені антени. У 1903 році крейсер знову вирушив на Далекий Схід, де був здійснений радіозв'язок між кораблем та італійським посольством у Пекіні. 
У 1904 році крейсер повернувся в Італію. У 1908 році здійснив нетривалий похід до берегів Греції.

### Італійсько-турецька війна
Під час італійсько-турецької війни крейсер діяв переважно в Адріатичному морі. Уже в перший день війни він разом з 5 есмінцями взяв участь у бою з 2 турецькими міноносцями, під час якого один міноносець був знищений.
12 квітня 1912 року він у складі ескадри, куди входили також крейсери «Джузеппе Гарібальді», «Варезе», «Франческо Ферруччо», торпедний крейсер «Коатіт» та ряд менших кораблів, взяв участь в обстрілі турецьких фортів у Дарданеллах.
2 травня крейсер у складі ескадри італійського флоту прикривав конвой, який доставив десантні частини, що захопили острів Родос.

### Перша світова війна
Коли Італія вступила у Першу світову війну, крейсер «Веттор Пізані» вже був застарілим і мало залучався до бойових дій.
5 червня 1915 року він з разом іншими італійськими кораблями брав участь в обстрілах Рагузи, Лісси, Меледи та Ластово на узбережжі Далмації.
9 червня того ж року брав участь в обстрілі албанського узбережжя.
17 липня «Веттор Пізані» разом крейсерами «Варезе», «Франческо Ферруччо», «Джузеппе Гарібальді» у супроводі есмінців та міноносців вирушив на обстріл залізниці Дубровник-Котор. Обстріл розпочався о 4 ранку, але вже через 25 хвилин з борта «Веттора Пізані» був помічений австро-угорський підводний човен «U-4», тому був відданий наказ припинити обстріл та повертатись у Бріндізі. Але о 4.40 торпеда влучила в італійський крейсер «Джузеппе Гарібальді», який за 6 хвилин затонув.
Загибель «Джузеппе Гарібальді» та крейсера «Амальфі» декількома днями раніше змусила італійців відмовитись від обстрілів ворожого узбережжя, які не мали великого військового значення, але були небезпечними через дії ворожих підводних човнів.
Тому «Веттор Пізані», який у середині 1916 року разом з крейсерами «Варезе», «Франческо Ферруччо» та броненосцем «Реджина Маргеріта» був включений 5 Дивізіону крейсерів, залишався бездіяльним у порту Таранто до кінця війни.
2 січня 1920 року корабель був виключений зі складу флоту та проданий на злам.